# Михаил (фрегат, 1796)
«Михаил» («Святой Михаил») — парусный 50-пушечный фрегат Черноморского флота Российской империи, участник войн с Францией 1798—1800 и 1804—1807 годов.

## Описание фрегата
Длина судна составляла 48,5 метра, ширина — 12,5 метра, а осадка — 4,8 метра. Вооружение фрегата на деке состояло из двадцати четырёх 24-фунтовых пушек и четырёх 1-пудовых «единорогов», на шканцах и баке — из восемнадцати 6-фунтовых пушек. Экипаж судна состоял из 416-ти человек.

## История службы
Фрегат был заложен на Херсонской верфи 6 ноября 1795 года и после спуска на воду 31 октября 1796 года вошёл в состав Черноморского флота России. Строительство вёл корабельный мастер А. С. Катасанов.
В 1797 году был переведён из Херсона в Севастополь. В составе эскадры выходил в практическое плавание в Чёрное море в мае и июне 1798 года.

### Война с Францией 1798—1800 годов
Принимал участие в войне с Францией 1798—1800 годов.
В составе эскадры вице-адмирала Ф. Ф. Ушакова 13 августа 1798 года вышел из Севастополя в Средиземное море для совместных действий с турецким флотом против Франции и 24 августа прибыл в Буюк-дере. 14 сентября во главе отряда вышел из пролива Дарданеллы к берегам Египта на усиление английской эскадры адмирала Горацио Нельсона и 9 октября прибыл к Александрии. Поскольку англичане разбили французскую эскадру в битве при Абукире, 22 октября с отрядом ушёл от Александрии и 9 декабря присоединился к эскадре Ф. Ф. Ушакова в Корфу. 15 января 1799 года вместе с турецким корветом вышел из Корфу в Бриндизи для доставки из Бриндизи в Триест «особ неаполитанского двора», а к 18 марта вернулся в Корфу.
15 апреля во главе отряда капитан-командора А. А. Сорокина ушёл из Корфу к южному берегу Италии. 23 апреля в Бриндизи с судов отряда был высажен десант, взявший штурмом городскую цитадель. 1 мая с отрядом подошёл к городу Мола, где вёл бомбардировку береговых укрепления города до его полной капитуляции. 2 мая отряд высадил десант у города Бари, а 9 мая — Манфредонии. 23 июня суда отряда вернулись в Корфу. С 24 июля по 3 августа фрегат в составе эскадры Ф. Ф. Ушакова перешёл из Корфу в Мессину. 19 августа во главе отряда А. А. Сорокина отделился от эскадры и ушёл в Неаполь для поддержки операций десантного отряда Г. Г. Белли, куда прибыл 25 августа. 14 октября встал на килевание в гавани Неаполя.
В январе 1800 года был получен приказ Ф. Ф. Ушакова о возвращении в Корфу, но по просьбе неаполитанского правительства вместе с отрядом фрегат остался в Неаполе и находился там до июня 1802 года, после чего доставил из Неаполя в Корфу орудия с фрегата «Святой Николай». В октябре 1802 года на смену «Михаилу» из Севастополя в Корфу пришёл фрегат «Назарет», но по причине начавшихся осенних штормов фрегат остался в Корфу. И только в следующем году перешёл из Корфу в Севастополь.
С 28 июня по 22 июля 1804 года совместно с кораблем «Мария Магдалина» доставил из Севастополя в Корфу 14-й егерский полк. В Корфу суда присоединились к отряду капитан-командора А. А. Сорокина. Находясь в Корфу, периодически выходил в крейсерство в Средиземное море. 16 января 1806 года у Мессины встретил эскадру вице-адмирала Д. Н. Сенявина и, присоединившись к ней, прибыл в Корфу.

### Война с Францией 1804—1807 годов
Принимал участие в войне с Францией 1804—1807 годов.
16 февраля 1806 года в составе отряда капитана 1 ранга Г. Г. Белли прибыл в Кастельново для участия в блокаде побережья. С 3 марта с отрядом выходил в крейсерство к Новой Рагузе для её блокирования с моря, а 5 июня пришёл в залив Санта-Кроче. Силами экипажа фрегата на острове Дакса напротив французских укреплений была построена батарея.
24 июня фрегат вёл бомбардировку неприятельских позиций, но, по причине подхода французского корпуса, русские суда сняли с берега войска и ушли в Кастельново. После заключения Тильзитского мирного договора фрегат с 14 августа по 9 сентября 1807 года перешёл из Кастельново в Венецию в составе эскадры капитан-командора И. А. Баратынского.

### Англо-русская война
16 сентября эскадра ушла в Корфу, а «Михаил» из-за «неблагонадежности корпуса» был направлен в Триест, куда 28 декабря прибыла эскадра капитан-командора И. О. Салтанова. 17 мая 1809 года, во время подхода к Триесту английской эскадры, русские суда были подготовлены к бою, но атаки английских судов не последовало и спустя месяц английские суда ушли от Триеста.
27 сентября 1809 года было получено Высочайшее повеление о сдаче находящихся в Триесте судов французскому правительству. 20 октября на фрегате были спущены Андреевский флаг, вымпел и гюйс, судно было разоружено, а экипаж сошёл на берег. 24 марта следующего года члены экипажа фрегата из Триеста через Венгрию были доставлены в Николаев.

## Командиры фрегата
Командирами судна в разное время служили:
- А. А. Сорокин (1797—1802 годы).
- К. С. Леонтович (1803 год).
- М. Е. Снаксарев (1804—1809 годы).